# Nobonyad
Nobonyad est un quartier situé au nord de Téhéran en Iran (District 1)[réf. nécessaire]. Il est desservi par la ligne 3 du métro de Téhéran (station Nobonyad (en)).